# Johannes Hagnauer
Johannes I. Hagnauer († 1500 in Muri) war ein Schweizer Benediktinermönch. Von 1480 bis zu seinem Tod war er Abt des Klosters Muri in den Freien Ämtern (im heutigen Kanton Aargau).

## Biografie
Hagnauer entstammte einem vornehmen Zürcher Geschlecht. Als zweitjüngstes Mitglied des Konvents wurde er am 4. August 1480 zum Abt gewählt. Die Bestätigung durch das Bistum Konstanz folgte am 29. August desselben Jahres. Unter seiner Führung erwarb die Abtei im Jahr 1483 die Kollatur über die Pfarreien Boswil und Wohlen. Hagnauer starb zwischen dem 10. Februar und dem 30. April 1500. Den Zölibat hatte er, dem damaligen Zeitgeist entsprechend, nicht beachtet; er hinterliess vier Kinder.